# Джарего
Джарего (чечен. ЖӀаре) — покинутый аул в Галанчожском районе Чеченской Республики. Входит в Мелхйистинское сельское поселение.

## География
Аул расположен на стыке Чечни, Грузии на левом берегу реки Аргун (на правой стороне р. Меши-хи), к юго-западу от районного центра Галанчож.
Ближайшие развалины бывших аулов: на севере — Сахани, Тушунды, на востоке — Комалхой, Доза (за р. Аргун), на юго-востоке — Пога (за р. Аргун).

## История
Аул чеченского тайпа мялхий.
На карте 1871 года под авторством Стрельбицкого и на пятиверстной карте 1877 года аул обозначен как «Джарего».

## Джархой в культуре и искусстве
- В поэме «Гость Хозяин» (1893) грузинского поэта Важи-Пшавелы события происходят в «Джарего».

## Галерея
Джарего в Чечне на военных картах отдельного Кавказского Корпуса
- Джарего и Шатили 1834 год.
- Джарего 1834 год.
- Джарего 1836 год.
- Джарахо 1838 год.
- Джорахо 1840 год.
- Джерахо 1842 год.
- Джарохо 1847 год.
- Джарохо 1847 год.